# Sanchi
Sanchi é uma cidade e uma nagar panchayat no Distrito de Raisen, no estado de Madhya Pradesh, na Índia. É famosa por abrigar vários monumentos budistas, especialmente a Grande Estupa de Sanchi, que é considerada o mais antigo monumento de pedra do país.

## Geografia
Sanchi está localizada a 23° 29′ N, 77° 44′ L. Tem uma altitude média de 434  metros (1 423  pés).

## Demografia
Segundo o censo de 2001, Sanchi tinha uma população de 6 785 habitantes. Os indivíduos do sexo masculino constituem 53% da população e os do sexo feminino 47%. Sanchi tem uma taxa de literacia de 67%, superior à média nacional de 59,5%: a literacia no sexo masculino é de 75% e no sexo feminino é de 57%. Em Sanchi, 16% da população está abaixo dos 6 anos de idade.

## Galeria de imagens

Grande Estupa de Sanchi
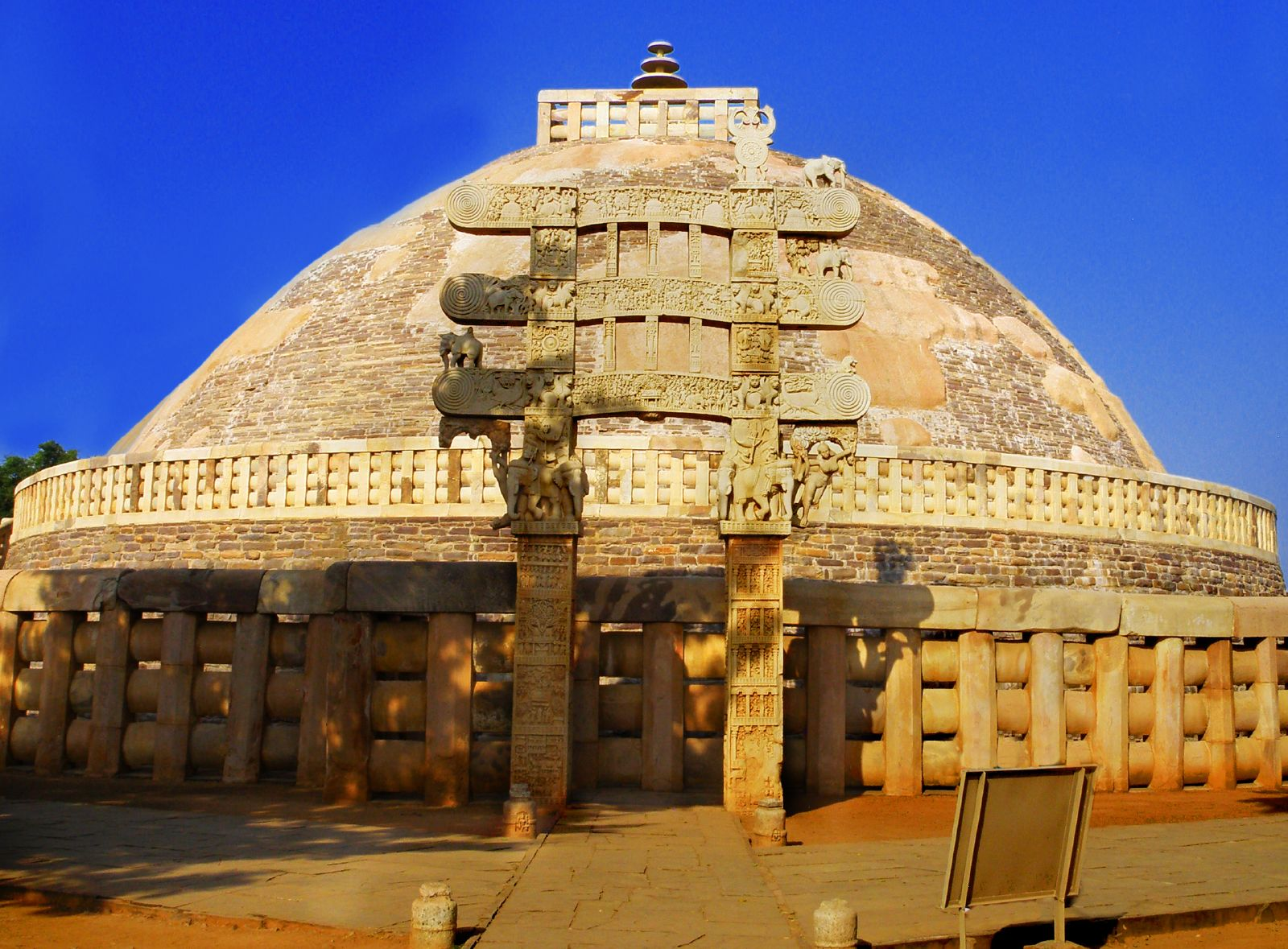
A Grande Estupa de Sânchi e seu portão leste
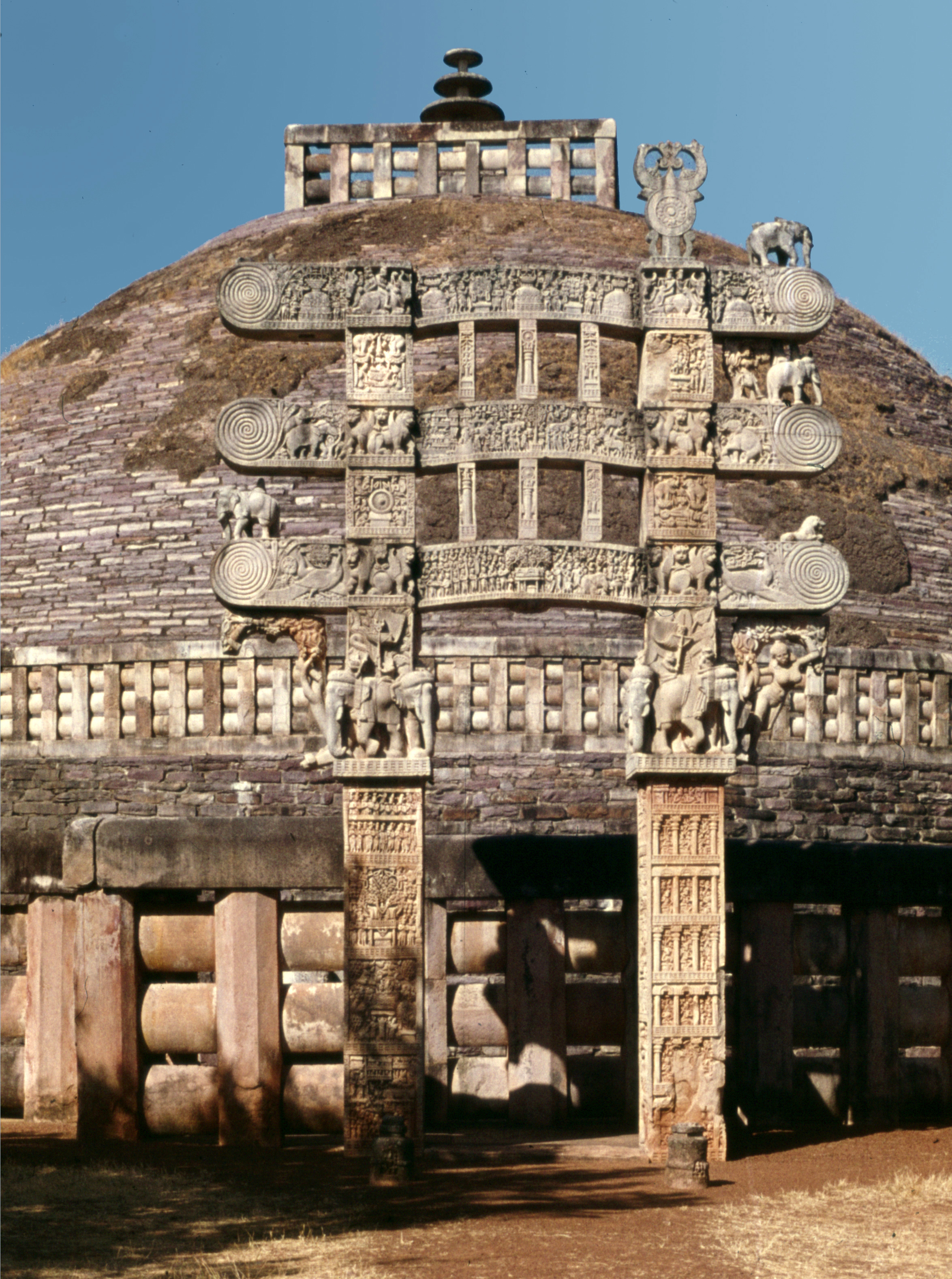
Portão leste
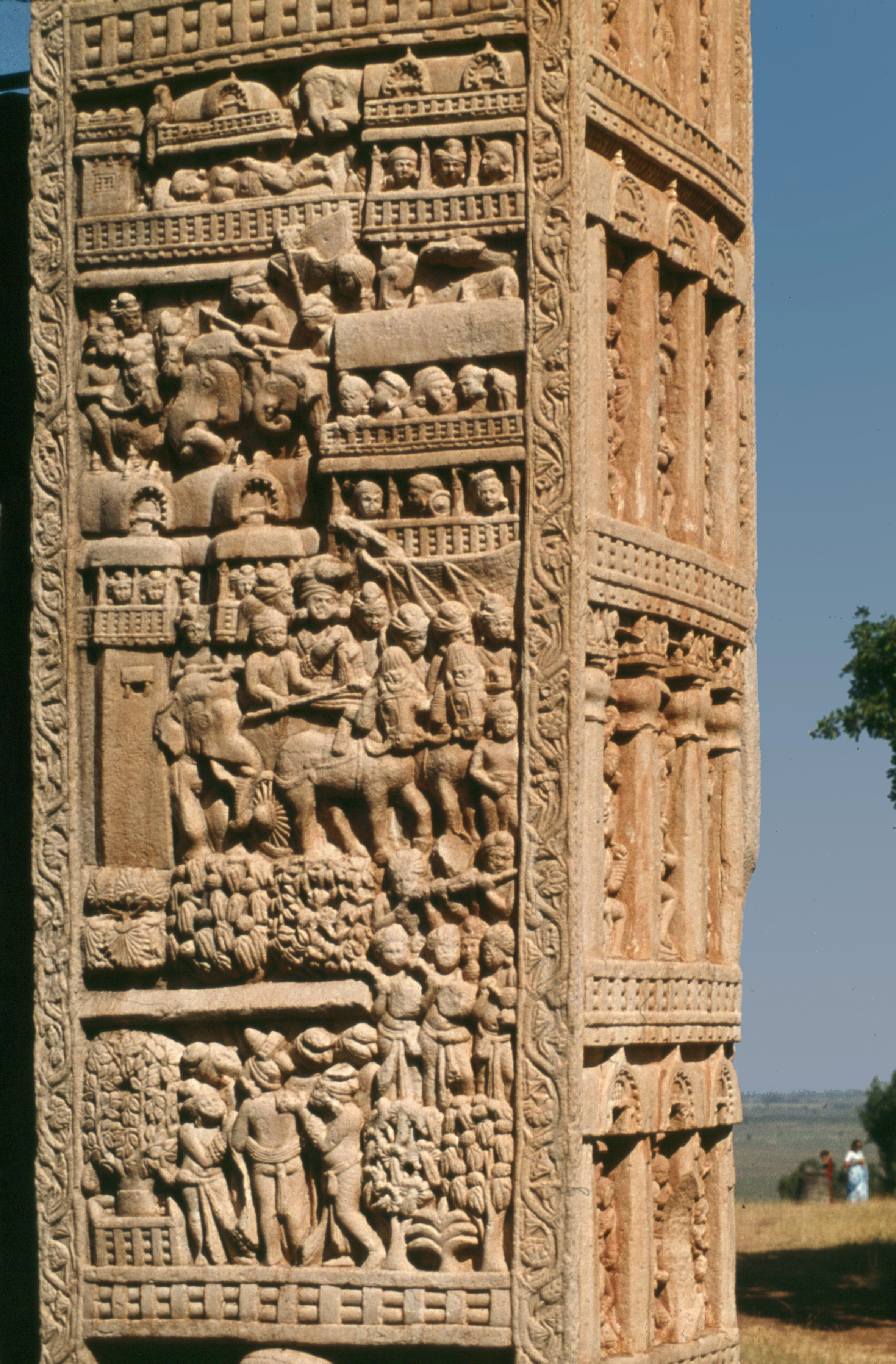
Portão leste
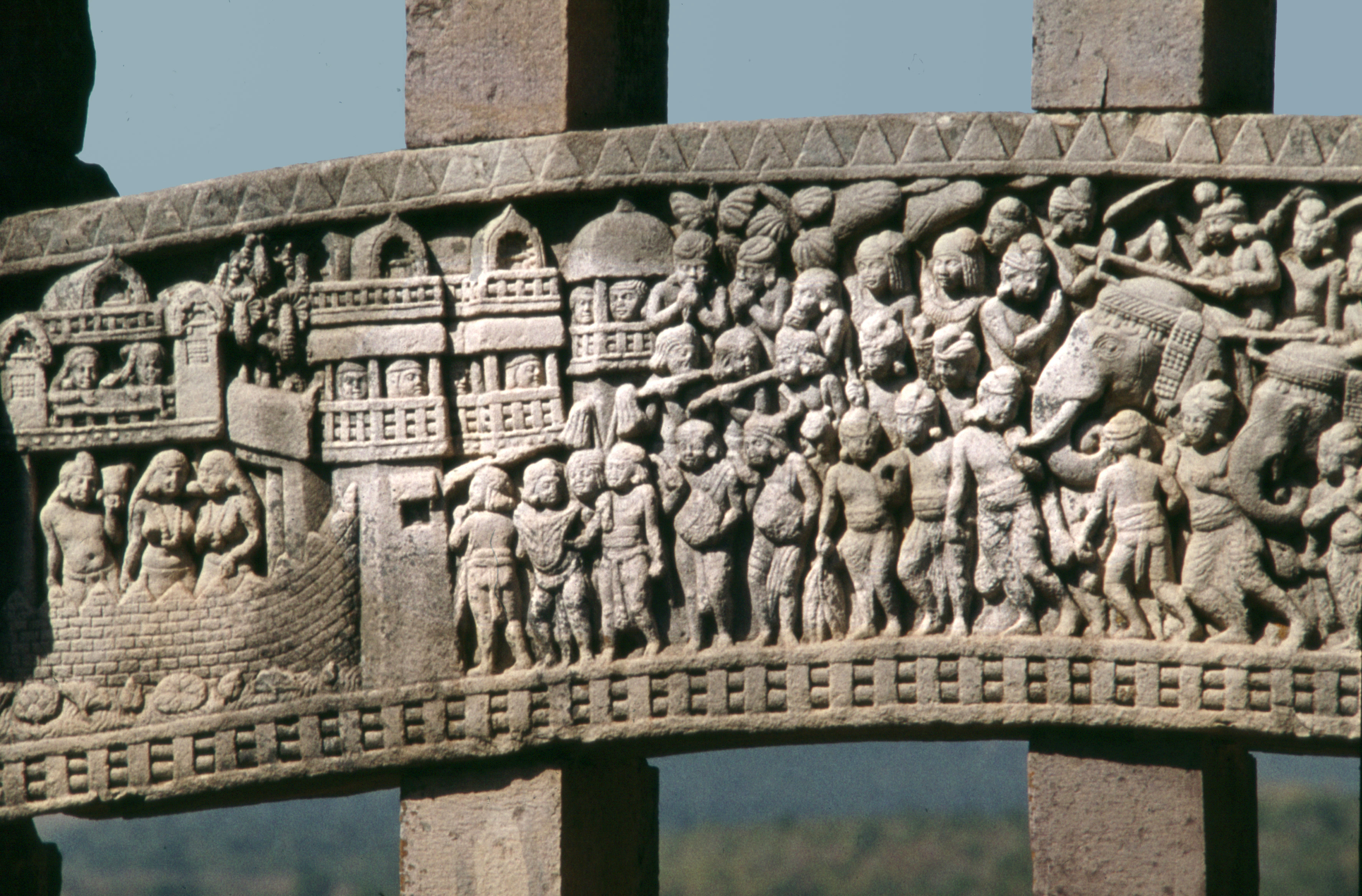
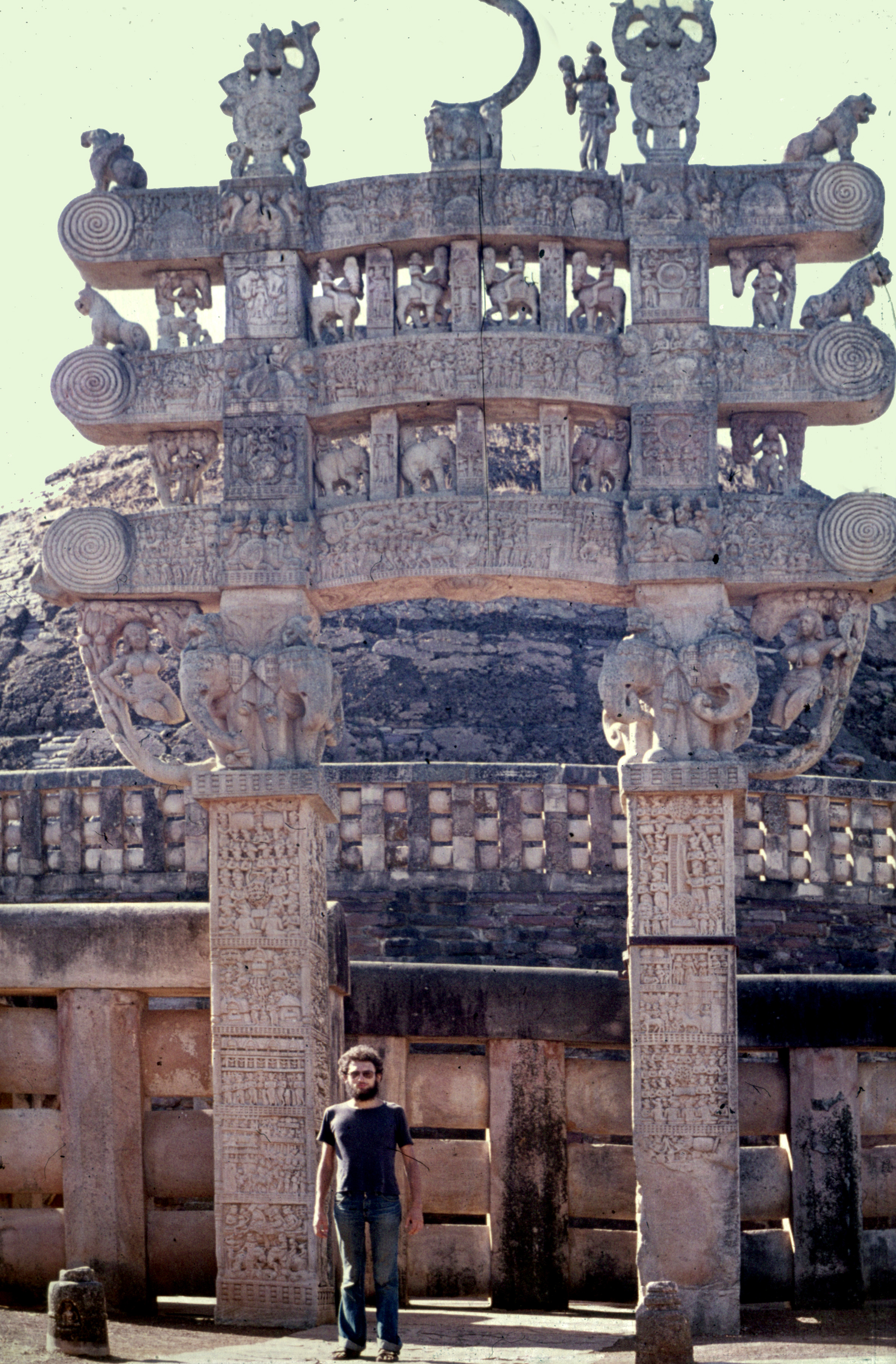
Portão norte
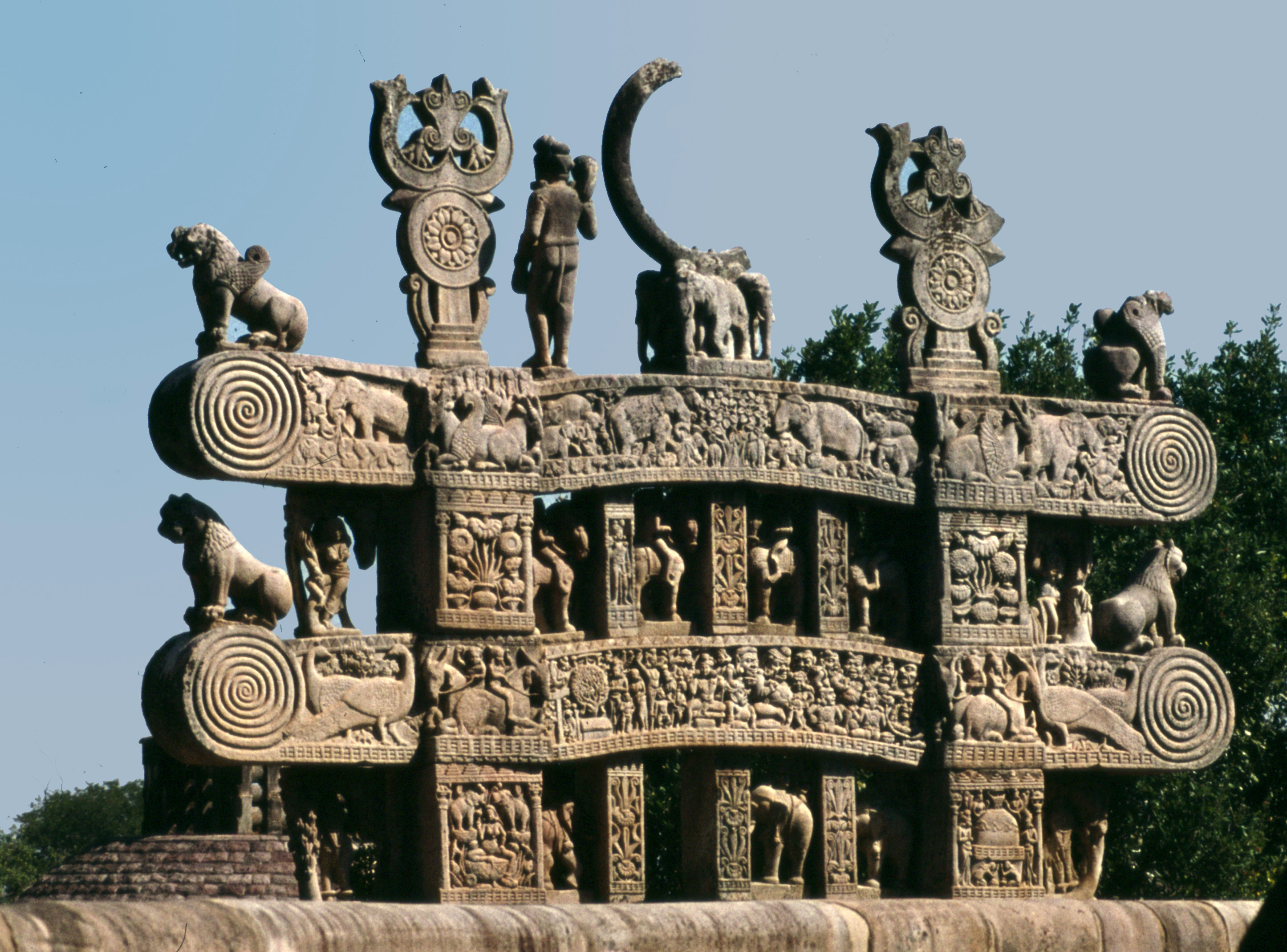
Portão norte
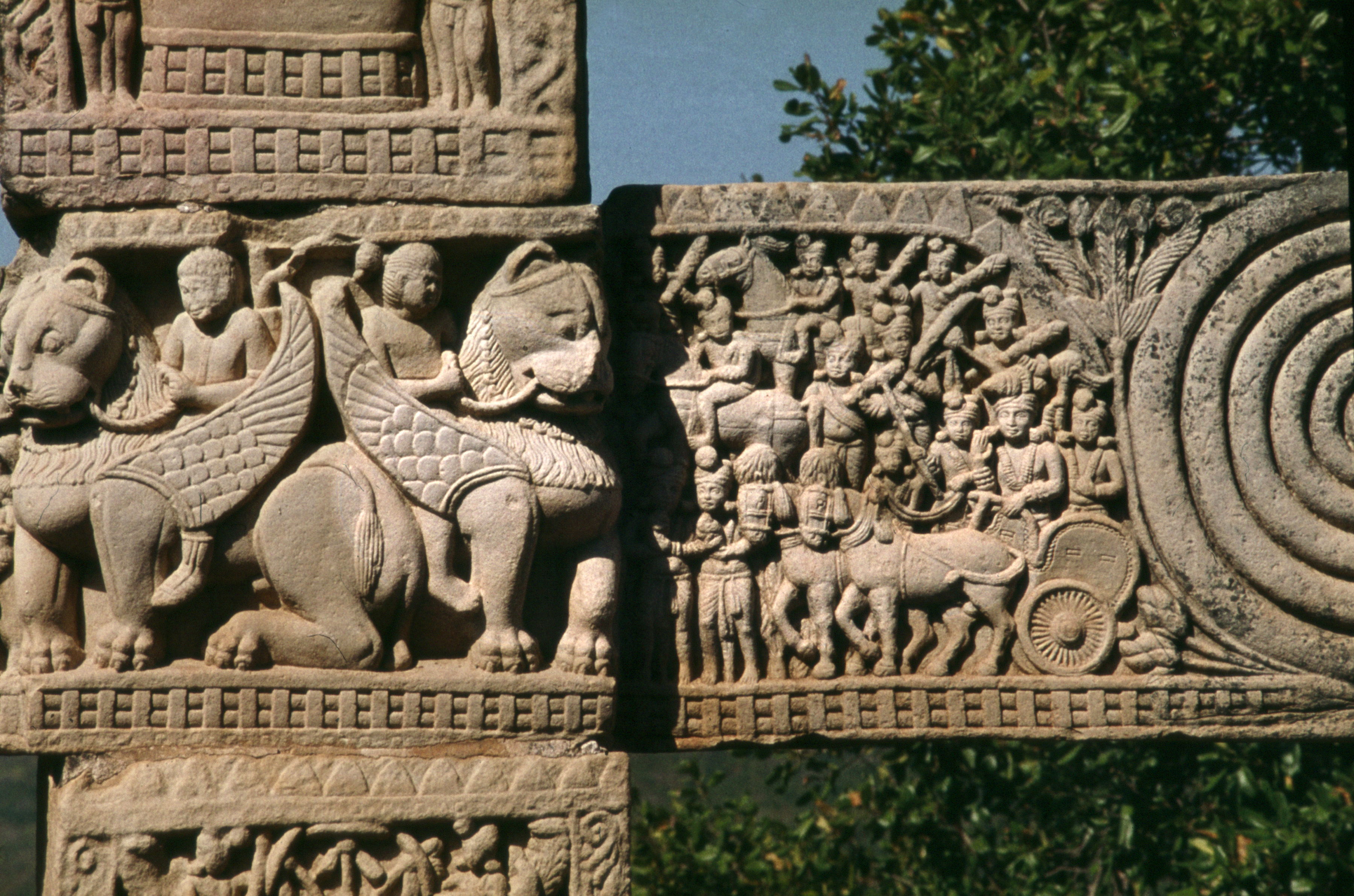
Portão norte
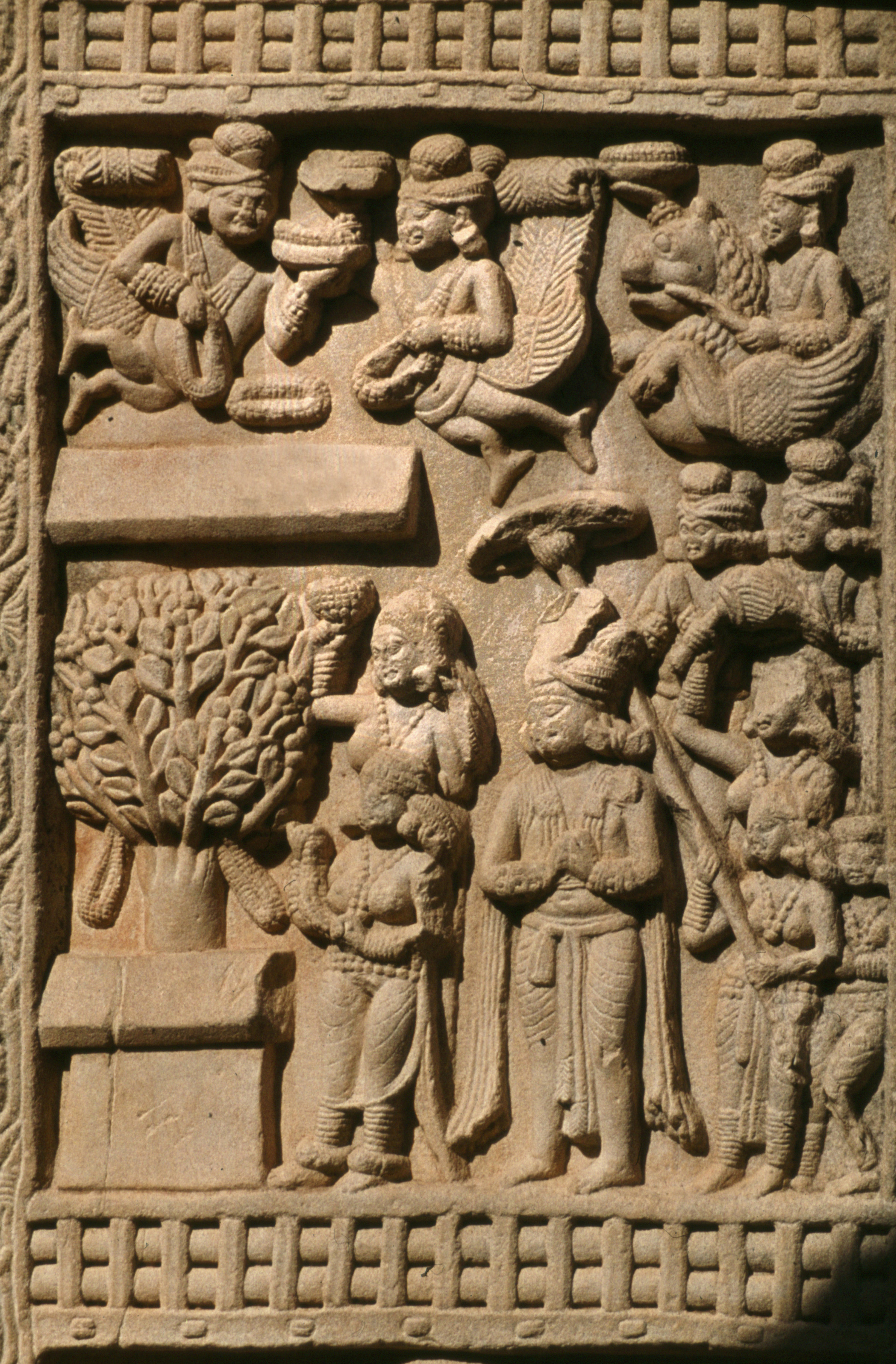
Portão norte
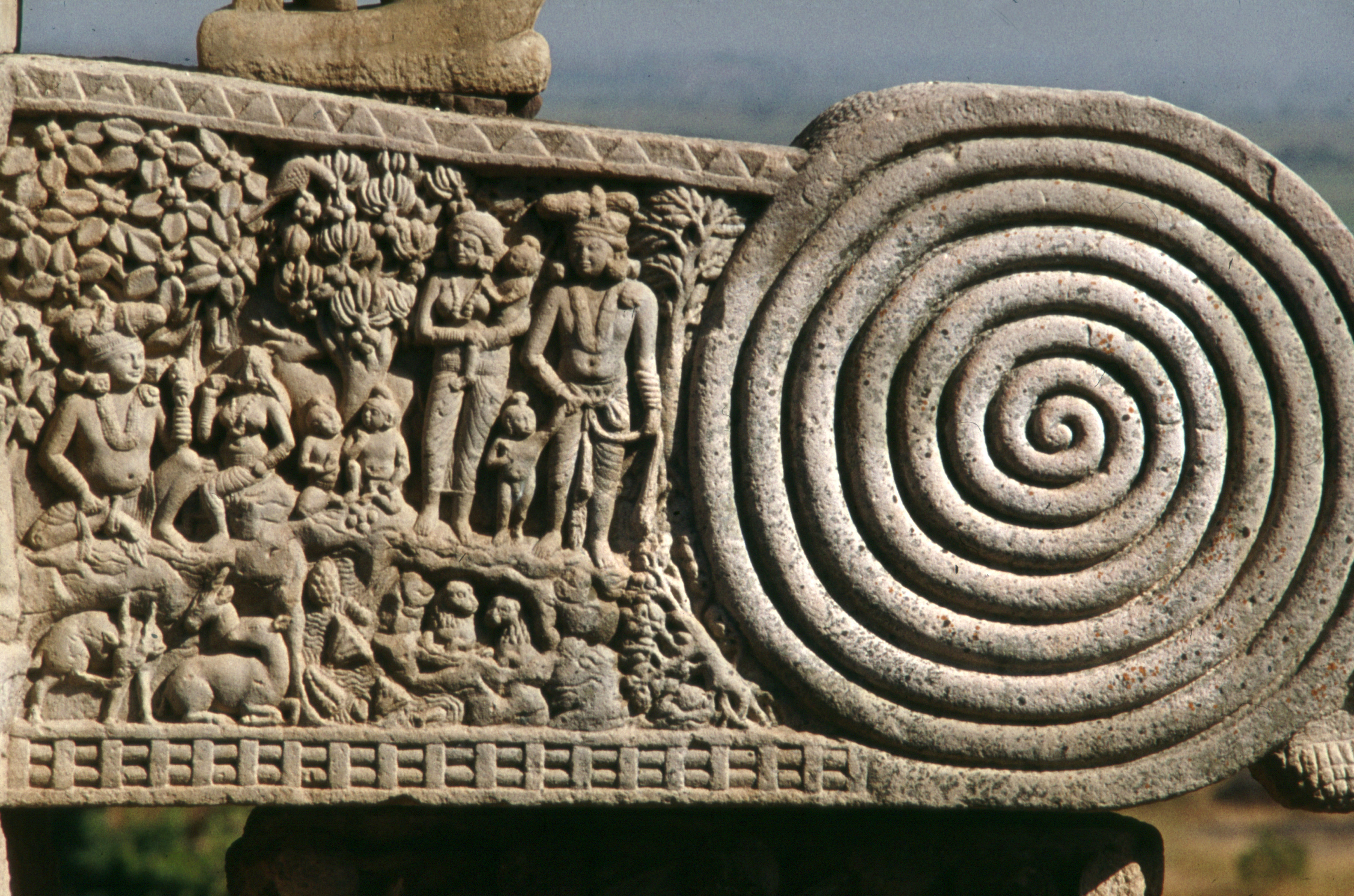
Portão norte
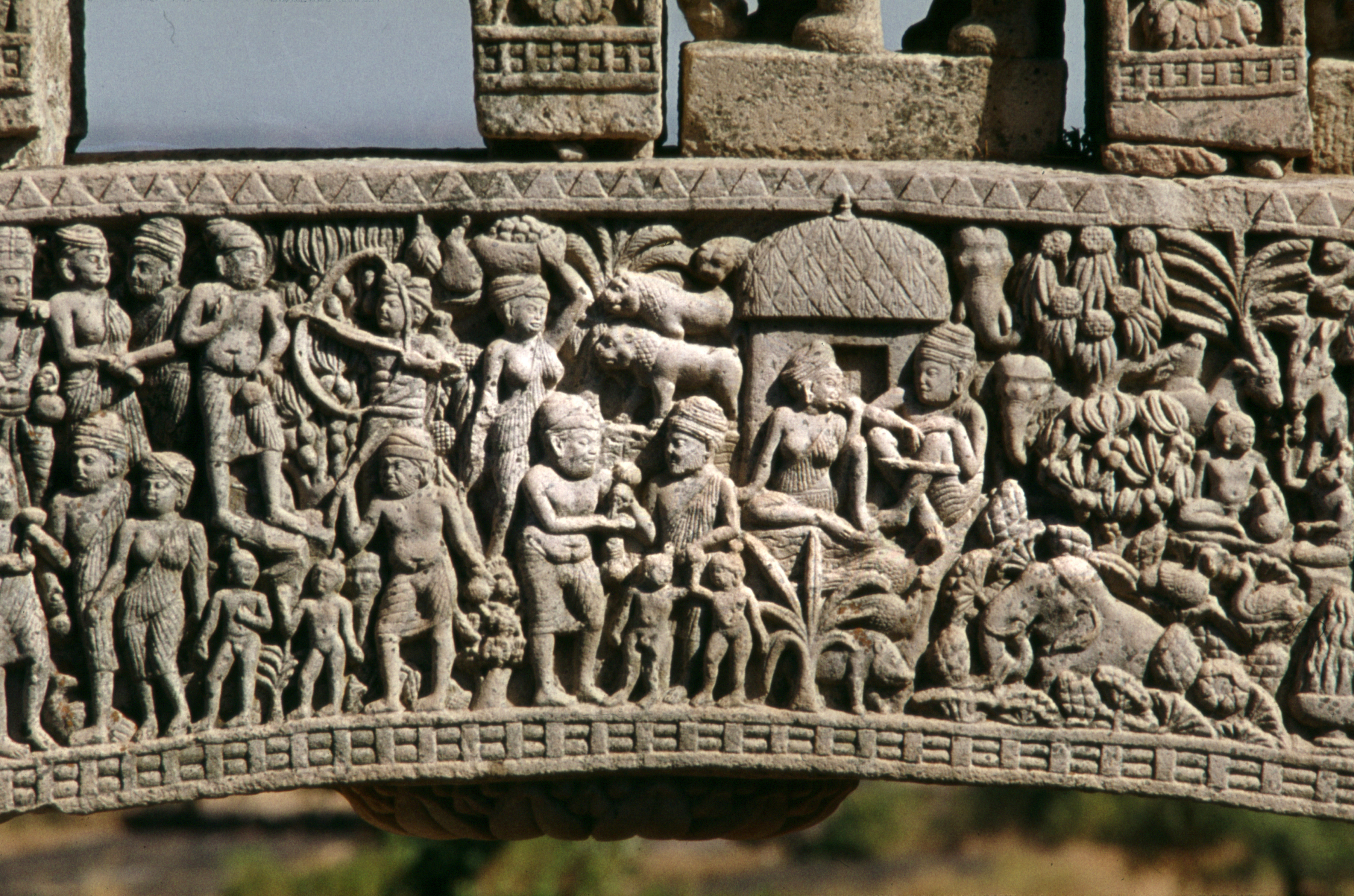
Portão norte